# Arrecife Alacranes
Arrecife Alacranes är ett korallrev i Mexiko. Det ligger i delstaten Yucatán, i den östra delen av landet, 1 000 km öster om huvudstaden Mexico City. Revet är utnämnt till nationalpark och ramsarområde på grund av sitt rika fågelliv.
I Arrecife Alacranes finns fem bevuxna öar, Isla Pérez, Isla Desertora, Isla Pájaros, Isla Chica, och Isla Desterrada. År 1900 byggdes en fyr på Isla Perez, som är den enda bebodda ön.

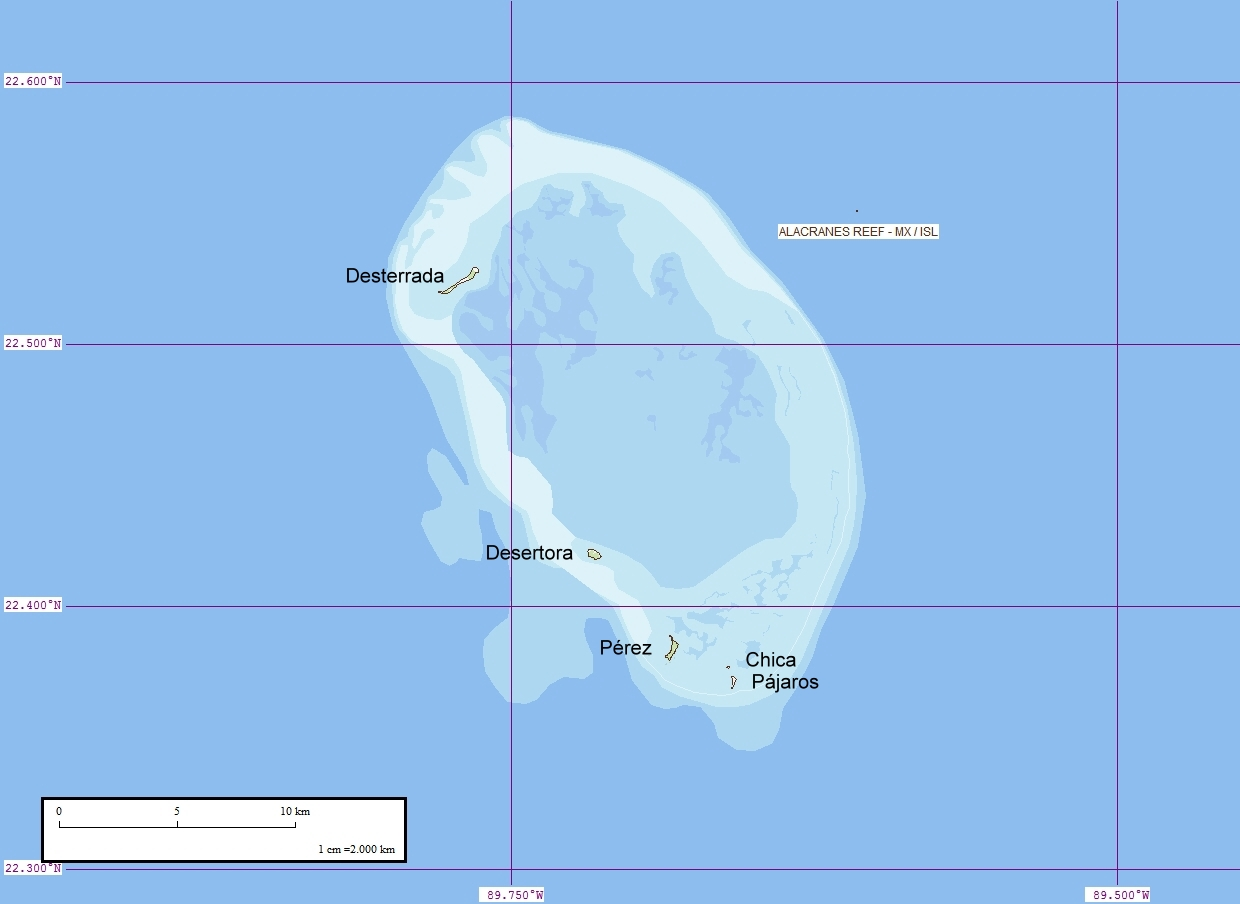
Karta över revet.

År 1847 gick den brittiska postångaren Tweed, som var lastad med bland annat kvicksilver och stenkol, på grund på revet och 72 personer förlorade livet.